# Aladdin's Other Lamp
Aladdin’s Other Lamp (дословно — «Другая лампа Аладдина») — американский немой фильм 1917 года, основанный на пьесе Уилларда Мака «Девушка мечты». Сценаристом фильма была Джун Мэтис, а режиссёром — Джон Х. Коллинз.
По состоянию на 2012 год, нет данных, сохранился ли фильм до настоящего времени. По состоянию на февраль 2021 года, Национальный реестр фильмов США включил Aladdin’s Other Lamp в список утерянных немых художественных фильмов.

## Сюжет
Отец похищает свою дочь Пэтси Смит после ссоры со своей женой. Когда её отец умирает в море, капитан Барнаби отвозит Пэтси в пансион, которым управляет миссис Дафф. Недовольная тяжёлой работой и в дохновленная сказками капитана об «Аладдине», Пэтси отправляется на охоту за отцовской восточной лампой, которую миссис Дафф продала торговцу. Пэтси покупает лампу и начинает её тереть. Из неё выходит джинн Джехаунарара. Он украшает комнату Пэтси, восстанавливает ногу капитану Барнаби и превращает миссис Дафф в тряпичную куклу. Однако джинн не может воссоединить Пэтси с её матерью, поскольку любовь выходит за рамки его магии. После того, как Джехаунарара получает первый приз на балу-маскараде за свой наряд, Пэтси аплодирует и невольно заставляет его исчезнуть. Расстроенная Пэтси выбрасывает лампу в окно и едва не попадает в своего друга Гарри — мальчика из бакалейной лавки, который хочет стать юристом. По письмам, найденным в лампе, Пэтси находит свою мать, которая приезжает со своим братом-судьёй. Теперь Гарри воображает себя президентом, а Пэтси — его первой леди.

## Производство
Сценарий основан на пьесе Уилларда Мака «Девушка мечты». О начале основных съёмок на студии Metro-Rolfe-Columbia в Нью-Йорке стало известно 12 мая 1917 года. Сцены должны были сниматься на побережье штата Мэн. В выпуске газеты Motion Picture News режиссёром был назван Джон Х. Коллинз.
Согласно статьям в газете The Chat от 2 июня 1917 года и газете Motion Picture News от 9 июня 1917 года, актёрский состав, состоящий из 80 человек, работал 12 часов подряд. Актёрам и съёмочной группе было предложено трёхразовое питание: одно в столовой студии, а другое на съёмочной площадке. После завершения 48 сцен Виола Дана, Уиллард Мак и оператор Джон Арнольд почти сразу же уехали на съёмочную площадку в Марблхед, штат Массачусетс.

## В ролях
- Виола Дана — Патрисия «Пэтси» Смит
- Роберт Уокер[англ.] — Гарри Харди
- Огастус Филлипс[англ.] — джинн Джехаунарана
- Генри Халлам — капитан Барнаби
- Рика Аллен[англ.] — миссис Дафф
- Эдвард Элкас[англ.] — Люк Стимсон
- Нелли Грант — миссис Эдмонтон Смитфилд
- Луи Б. Фоули — судья Лоуренс[4]

## Оценки
Критик Хэл Эриксон написал в The New York Times, что «популярная комбинация звезды и режиссёра Виолы Даны и Джона Х. Коллинз получила ещё одного победителя». В 1917 году журнал Variety высказал мнение, что в этом фильме «нет драматической напряжённости, он является одним из тех фантастических, волшебных фильмов с двойной экспозицией, которые больше понравится детям, чем взрослым». Газета Oakland Tribune сообщила, что фильм содержит «восхитительный юмор и тающий пафос», и высказала мнение, что пьеса Уилларда Мака «Девушка мечты» «не теряет своего очарования после экранизации».